# Clítor (mitología)
Clítor o Cletor (en griego Κλείτωρ, Kleítōr) fue un personaje mitológico, rey de la región de Arcadia conocida como Azania.
Era el único hijo de Azán, descendiente de Licaón, de Arcas y de Pelasgo. Sucedió a su padre y tras su muerte organizó unos juegos fúnebres en su honor. Además, fundó la ciudad de Clítor, a la que dio su nombre al trasladar allí su capital. Según Pausanias fue el más poderoso de todos los reyes arcadios. Le sucedió su primo Épito, dado que no tuvo descendencia. Sin embargo otras fuentes le hacen padre de una hija, Eurimedusa.
| Predecesor: Azán | Reyes de Azania | Sucesor: Épito y Estínfalo |